# Chondrocladia koltuni
Chondrocladia koltuni är en svampdjursart som beskrevs av Jean Vacelet 2006. Chondrocladia koltuni ingår i släktet Chondrocladia och familjen Cladorhizidae. Inga underarter finns listade i Catalogue of Life.